# Nuthetal
Nuthetal est une commune allemande de l'arrondissement de Potsdam-Mittelmark, Land de Brandebourg.

## Géographie
La commune doit son nom à la Nuthe qui passe par Bergholz-Rehbrücke, Saarmund et Tremsdorf et les villages de Nudow et Philippsthal à l'est et se jette dans la Havel dans la ville voisine de Potsdam.
La commune comprend les quartiers de Bergholz-Rehbrücke, Fahlhorst, Nudow, Philippsthal, Saarmund et Tremsdorf.
|            | Potsdam  | Stahnsdorf   |
| Michendorf | Nuthetal | Ludwigsfelde |
|            | Trebbin  |              |

Les Bundesautobahn 10 et Bundesautobahn 115 se croisent à Nuthetal. La ligne de Berlin à Blankenheim et la ligne de la grande ceinture de Berlin passent sur son territoire.

## Histoire
La commune de Nuthetal est née le 26 octobre 2003 de la fusion volontaire des communes jusque-là indépendantes de Bergholz-Rehbrücke, Fahlhorst, Nudow, Philippsthal, Saarmund et Tremsdorf dans le cadre de la réforme municipale du Brandebourg.
À Saarmund, Theodor Fontane fait des recherches en vain lors de ses randonnées à travers la marche de Brandebourg vers 1870 pour connaître le légendaire Nutheburgen.

## Personnalités liées à la ville
- Fritz Hartung (1883-1967), historien né à Saarmund.